# Wyklęci
Wyklęci (ang. Misfits, 2009–2013) – brytyjski serial science-fiction nadawany nieprzerwanie przez stację E4 od 12 listopada 2009 roku. W Polsce jest nadawany od 16 stycznia 2011 roku na kanale MTV Polska.

## Opis fabuły
Pięcioro niepokornych nastolatków: Kelly (Lauren Socha), Simon (Iwan Rheon), Curtis (Nathan Stewart-Jarrett), Alisha (Antonia Thomas) i Nathan (Robert Sheehan) spotyka się podczas robót publicznych. Muszą odpracować wyrok za popełnione wykroczenia. Wspólna praca nie zbliża ich do siebie. W tej grupie co chwila wybuchają konflikty.
Pewnego dnia zaskakuje ich burza. Jedno z wyjątkowo silnych wyładowań atmosferycznych sprawia, że bohaterowie zostają obdarzeni niezwykłymi mocami. Ostra jak brzytwa Kelly zaczyna słyszeć myśli innych ludzi. Sportowiec Curtis zyskuje możliwość cofania czasu. Nieśmiały Simon umie stać się niewidzialny. Imprezowiczka Alisha rozkochuje w sobie każdego, kto dotknie jej skóry. I tylko przemądrzały Nathan sprawia wrażenie osoby, która nie uległa zmianie.
Z czasem każde z nich przekonuje się, że nowe zdolności mogą być niezwykle uciążliwe i nie pomagają im w codziennym życiu.

## Bohaterowie
- Nathan – przemądrzały, pewny siebie chłopak. Wszystko komentuje, krytykuje i nabija się z innych. Głównym celem jego kpin jest zwykle Simon, jednak w drugiej serii powoli zaczynają się zaprzyjaźniać. Jak sam mówi, prace społeczne wykonuje za zjedzenie mieszanki cukierków. Wydaje się, że jako jedyny nie jest dotknięty przez burzę. Miał przyrodniego brata, ale ten zginął w płonącym samochodzie. Pod koniec serii I spada z dachu, zabija się, ale po jakimś czasie budzi się we własnej trumnie i odkrywa swą moc-nieśmiertelność. Nathanowi zdarza się wiele zabawnych sytuacji jak np. seks z 80-latką, czy dyskusje z kuratorami. Bohater, pod koniec II serii, wyjeżdża wraz z Marnie i jej dzieckiem do Las Vegas, gdzie dzięki swej nowej mocy oszukuje kasyna i dalej nie pojawia się w serialu, ale był nakręcony spin-off pt. Vegas, Baby!, o życiu Nathana w Las Vegas.
- Kelly – sprawia wrażenie agresywnej dziewczyny i jest bardzo wyczulona gdy ktoś ją tak nazywa. Jednak jeśli coś naprawdę ją zdenerwuje, grozi przemocą. ma zawsze upięte włosy do tyłu i mocno pomalowane oczy. Słynie ze swojego dziwnego akcentu i ciętego języka. Dzięki burzy dochodzą do niej myśli innych ludzi, przez co słyszy dużo niemiłych słów o sobie, ale dowiaduje się też o wielu sekretach. Przez jakiś czas stanowiła z Nathanem coś na kształt pary, ale stwierdziła, że jest dla niej bardziej jak kuzyn niż chłopak. W II serii zyskuje nową moc-staje się naukowcem rakietowym, ale nikt nie traktuje jej poważnie z powodu wyglądu. Mimo agresji, jaką często okazuje, jest bardzo pozytywną postacią.
- Simon – jest bardzo nieśmiały i zamknięty w sobie. Jego mocą jest niewidzialność. Chce być lubiany i szanowany, ale ludzie tylko się z niego nabijają. Głównie robi to Nathan, nazywając go m.in. dziwnym dzieckiem, pedofilem i Barrym. W pierwszej serii zakochuje się w Sally, ale ona chce go tylko wykorzystać, aby dowiedzieć się kto zabił Toniego. Po tym jak przypadkowo ją zabija, zamraża kobietę. W życiu całej piątki pojawia się „gość w masce”, którym jak dowiedziała się Alisha, jest Simon z przyszłości. Po jego śmierci Alisha i Simon schodzą się, ale chłopak dostaje obsesji na punkcie stanie się „gościem w masce”. W końcu udaje im się stworzyć szczęśliwy związek, co sprawia, że Simon staje się bardziej pewny siebie. Jego drugą mocą jest patrzenie w przyszłość.
- Alisha – piękna i bardzo pewna siebie imprezowiczka. Jej mocą jest wzbudzanie seksualnej gorączki wśród każdego kogo dotknie. Z początku wykorzystuje tę moc na mężczyznach, ale potem ma jej dość. Jest byłą dziewczyną Curtisa. Ona odkryła kim jest „gość w masce” i zakochała się w nim. Gdy ten powiedział, że ona wkrótce będzie z Simonem, stara się do tego doprowadzić w końcu jej się udaje. Przy nim się zmienia, stara się być spokojniejsza, jej priorytetem nie są już imprezy. Bardzo denerwuje ją to, że Simon, chce być jak „gość w masce”. razem z Curtisem pracuje w barze na osiedlu. Jej drugą mocą jest to, że potrafi zobaczyć teraźniejszość oczami innej osoby.
- Curtis – były biegacz, zawieszony za posiadanie narkotyków. Jest bardzo krytyczny wobec siebie. Gdy czegoś żałuje, potrafi cofnąć czas. Przez jakiś czas chodził z Alishą, potem zakochał się w Nikki i tworzyli szczęśliwą parę do jej śmierci. Bardzo denerwuje go Nathan, ale czasem potrafią być kumplami. Przed pracami społecznymi spotykał się z Sam. Przez posiadanie narkotyków trafiła do więzienia na 6 miesięcy. Gdy ją spotyka, Curtis zmienia tak przyszłość, aby ona nie była winna, ale też aby wykonywać prace społeczne. Jego drugą mocą jest zmiana w kobietą, co umożliwia mu bieganie. Potem wdaje się w romans (jako kobieta) z Emmą, ale szybko się kończy, gdy ta dowiaduje się, że Curtis potrafi zmieniać się w kobietę. Potem zyskuję moc wskrzeszania zmarłych.

## Obsada
- Lauren Socha jako Kelly Bailey
- Iwan Rheon jako Simon Bellamy
- Nathan Stewart-Jarrett jako Curtis Donovan
- Antonia Thomas jako Alisha Daniels
- Robert Sheehan jako Nathan Young